# Rana Ahmad
Pour les articles homonymes, voir Ahmad.
Rana Ahmad est le pseudonyme d'une femme saoudienne, née en 1985 à Riyad, auteure et militante pour les droits des femmes, athée et ex-musulmane. En 2015, elle fuit l'Arabie saoudite où son athéisme — qu'elle cache jusqu'alors à sa famille — met sa vie en danger, d'abord vers la Turquie puis vers l'Allemagne en traversant l'Europe par les filières de réfugiés venant du Moyen-Orient.
En 2017, elle est la cofondatrice à Cologne de l'association Atheist Refugee Relief dont l'objectif est de venir en aide aux réfugiés athées. Elle est l'auteure en 2018 d'une autobiographie écrite en langue allemande Frauen dürfen hier nicht träumen (« Ici, les femmes ne rêvent pas ») (co-auteure Sarah Borufka).

## Biographie

### Naissance
Les parents de Rana Ahmad sont tous deux originaires de Jobar dans la banlieue de Damas en Syrie. Le père, Hamd, est issu d'une riche famille. Dans le milieu des années 1970, une fois diplômé, il part travailler en tant que cadre dans le bâtiment en Arabie Saoudite.
En 1983, il épouse Frah, dont la famille est voisine de la sienne dans le quartier de son enfance. Le couple s'installe à Riyad, dans le quartier résidentiel Hittin au nord-ouest de la capitale. Rana naît en 1985. Elle a un grand frère, une grande sœur et aura un petit frère. La famille est profondément religieuse, suivant à la lettre le courant sunnite wahhabite qui régit la société et les lois du royaume saoudien.

### Jeunesse, traumatisme de l'interdiction de faire du vélo
La jeunesse de Rana est rythmée par la vie familiale, l'école, et les voyages dans la famille de ses parents en Syrie l'été. A 10 ans, elle est profondément marquée par un événement qui suscite d'abord son incompréhension, puis sa tristesse et sa colère. Alors que son père vient de lui offrir une bicyclette qu'elle se fait une joie d'enfourcher lors des vacances estivales en Syrie, son grand-père décrète qu'il est interdit pour une fille de son âge de faire du vélo et qu'elle devra désormais porter l'abaya noire sur son corps, le niquab sur son visage et le tarha sur sa tête et ses épaules.

### Adolescence, amitié et attouchements

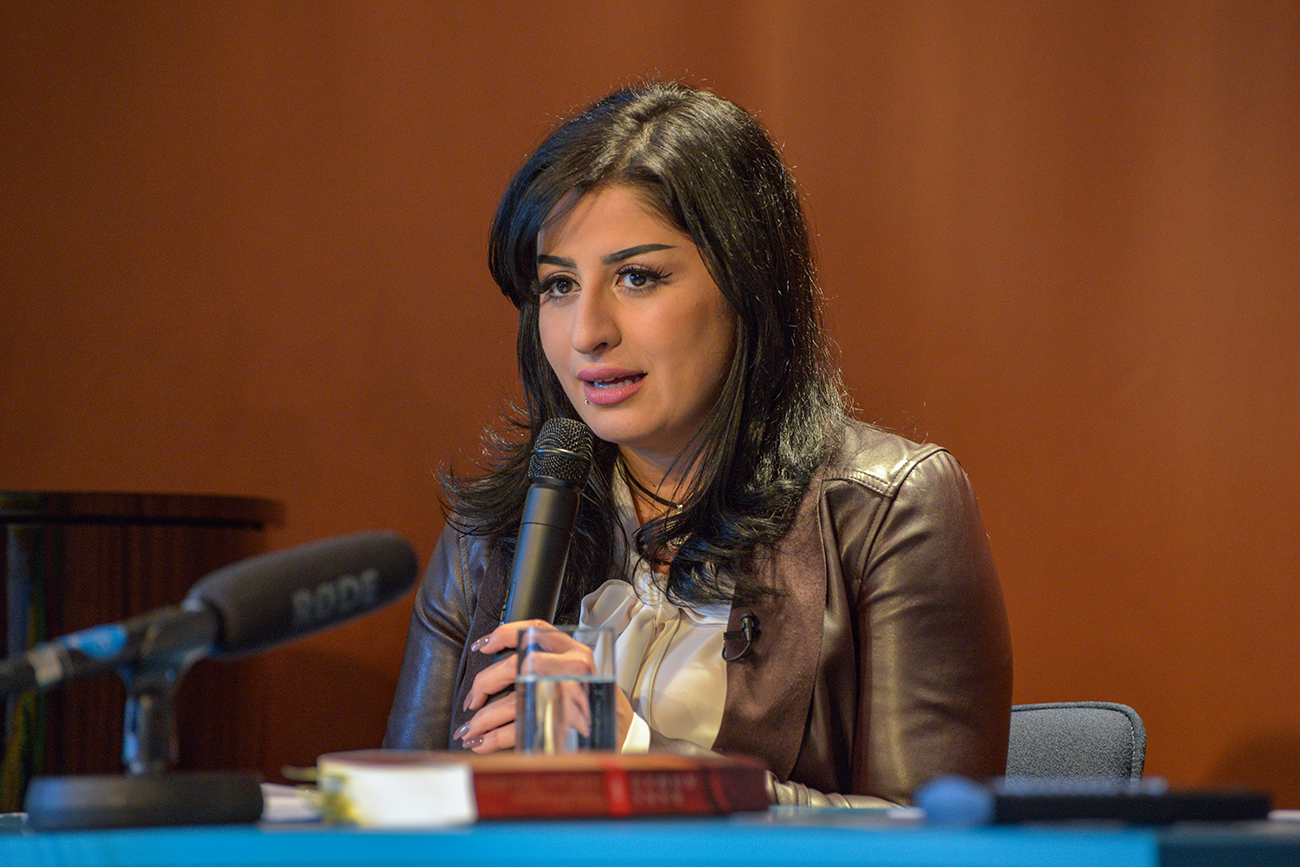
Rana Ahmad, lecture à Oberwesel en Allemagne le 14 janvier 2018

L'adolescence de Rana est marquée par l'amitié qui la lie à Nona, une camarade de classe victime d'inceste par son père. Nona se montre d'abord renfermée, mais Rana arrive à gagner sa confiance et elles auront une grande et longue complicité. A 17 ans, Rana est victime à plusieurs reprises d'attouchements et d'agressions sexuelles de la part de certains de ses oncles en Syrie. L'un d'eux ira jusqu'à la forcer à passer la nuit entre lui et son épouse dans le lit conjugal.

### Mariage en Syrie
Alors âgée de 19 ans, Rana attire l'attention de son futur époux Wisam, cadre dans une boutique de mode féminine à Damas. D'abord heureuse de son mariage avec Wisam, Rana déchante lorsque sa belle-famille s'installe avec le couple. Sa belle-mère se montre possessive et jalouse de Rana, qui a épousé son fils unique. La relation de Rana et Wisam en souffre, et celui-ci prend systématiquement le parti de sa mère. Lorsque le beau-père de Rana profite d'être seule avec Rana pour l'agresser sexuellement, la sœur cadette de Wisam traite Rana d'allumeuse et là-encore Wisam n'est pas de son côté. Sur les conseils de son père, Rana essaie de donner une seconde chance à Wisam mais elle fait une fausse couche et Wisam refuse toujours de respecter sa promesse de la laisser travailler. Au terme d'une dispute avec ses oncles, ceux-ci la battent violemment. Son père vient chercher sa fille en Syrie et le divorce de Rana et Wisam est prononcé.

### Retour en Arabie Saoudite
De retour à Riyad, Rana trouve du travail dans l'hôpital où travaille son amie d'enfance Nona. Elle suit en parallèle avant de prendre son service des cours d'anglais. Cette période se termine lorsque Nona est arrêtée par la police religieuse qui l'a surprise avec son amoureux. Cet amant ne sera pas inquiété et demande à Nona de ne plus le contacter. Cet événement a des conséquences désastreuses sur la vie de Rana qui perd son travail et sa meilleure amie. Nona est emprisonnée, puis remise à sa famille où son père la bat très violemment et elle ne peut plus avoir de contacts avec l'extérieur. Quant à Rana, elle perd la confiance de sa mère mais son père lui accepte qu'elle travaille dans un autre hôpital. Les contradictions entre ses envies de liberté et les interdits frappant les femmes, notamment l'interdiction de sortir sans présence d'un tuteur dans la société saoudienne, sont de plus en plus importantes. Elle commence à discuter avec des athées ex-musulmans sur les réseaux sociaux ce qui aboutira à sa sortie de la religion musulmane (voir paragraphe Athéisme).

### Pèlerinage imposé à La Mecque

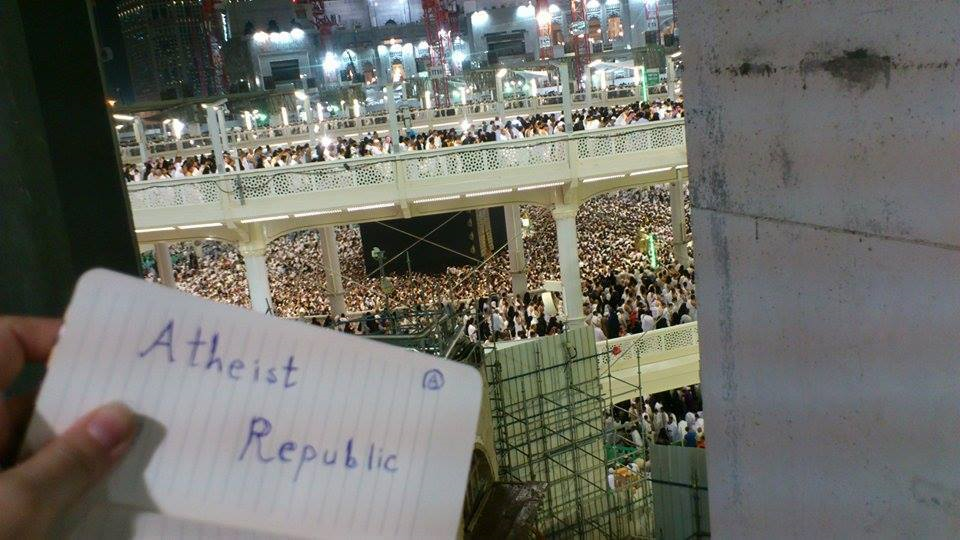
Photographie prise par Rana Ahmad lors d'un pèlerinage à la Mecque imposé en 2014

Rana sait maintenant qu'elle est athée, et ne fait la prière que lorsqu'elle ne peut pas y échapper. À l'occasion d'une balade de Rana, son grand frère met des micros dans la chambre de Rana. Il lui reproche alors de téléphoner à des hommes, s'enferme avec Rana dans sa chambre et la bat violemment jusqu'à ce que leur père vienne l'arrêter. Cette bastonnade aura pour conséquence une tentative de suicide à Rana et une hospitalisation. La mère de Rana est persuadée que seul un pèlerinage à la Mecque remettra sa fille dans le droit chemin. Lors de ce pèlerinage, Rana prétexte une envie pressante et en profite pour s'isoler et prendre une photo d'un papier sur lequel elle écrit « Atheist Republic » avec en arrière-plan la Kaaba. Elle envoie cette photo au compte facebook Atheist Republic. La photo comptera plus d'un million de vues.

### Fuite
Rana risque la mort en Arabie Saoudite si son athéisme est découvert. Son passeport expirant à la fin de l'année 2015 alors que la guerre faisant rage en Syrie risque de l'empêcher de le renouveler, Rana décide de fuir le royaume rapidement. Elle fait croire au directeur de l'hôpital où elle travaille qu'elle doit aller en Turquie pour voir sa sœur à l'hôpital et imite la signature de son père. Son ami Amir, parti étudier la médecine en Ukraine l'aide en lui réservant un billet d'avion pour Istanbul. Elle le retrouve en Turquie où ils vivent ensemble quelques mois dans le port d'Izmir, en attendant de trouver un passeur acceptant de leur faire traverser la mer Méditerranée vers la Grèce. Ballottés de camp en camp à travers l'Europe, ils arrivent finalement en Allemagne dans un foyer de la périphérie de Cologne. Arrivée illégalement en Allemagne, elle est aidée par le réseau international d'athées. En effet, l'organisation Atheist Republic parvient à récolter 4 000 euros par le biais d'une campagne de financement participatif afin de lui permettre "de repartir de zéro".

## Athéisme
Le cheminement de Rana Ahmad vers l'athéisme est un processus progressif. Elle confesse dans son autobiographie ne pas comprendre ce que signifie le mot athée lorsqu'elle est intriguée par un compte twitter nommé Arab Atheist. Elle en arrive à s'intéresser à la théorie de l'évolution décrite par Darwin dans L'Origine des espèces. L'ouvrage est officiellement interdit en Arabie Saoudite, mais circule en sous-main sous la forme de fichier PDF et est vulgarisé dans des vidéos documentaires. Cela chamboule l'enseignement de la création du monde qui lui avait été faite dans son enfance. Elle décide alors de douter de Dieu et d'attendre une punition divine pour cette pensée interdite. Au bout de 2 semaines, constatant qu'il ne s'est rien passé, elle poursuit avec la lecture de l'ouvrage Pour en finir avec Dieu de Richard Dawkins qui parvient à formuler les récriminations que lui inspirent l'islam, et même toutes les religions.

## Militantisme
Rana Ahmad participe en tant que cofondatrice avec Mahmudul Haque Munshi et Stefan Paintner à la création de l'organisation non-gouvernementale Atheist Refugee Relief qui est présentée en novembre 2017 au public à l'occasion du 10e anniversaire du Central Council of Ex-Muslims de Cologne. Son objectif est de défendre les droits des apostats et des personnes sans religion.
Les 21 et 22 août 2022, elle est présente au Celebrating Dissent, "l'un des plus grands rassemblements d'athées et de libres-penseurs du monde entier" qui se tient à Cologne.

## Livre
- original : (de) Ahmad Rana et Borufka Sarah, Frauen dürfen hier nicht träumen: Mein Ausbruch aus Saudi-Arabien, mein Weg in die Freiheit, 2018, 320 p. (ISBN 978-3442757480)

- traduction française: Ici, les femmes ne rêvent pas : Récit d'une évasion [« Frauen dürfen hier nicht träumen: Mein Ausbruch aus Saudi-Arabien, mein Weg in die Freiheit »]  (trad. Olivier Mannoni), Globe Éditions, 2018, 320 p. (ISBN 978-2211237710)